# Parafia Świętych Apostołów Piotra i Pawła w Bogatyni
Parafia pw. Świętych Apostołów Piotra i Pawła w Bogatyni – parafia rzymskokatolicka w dekanacie bogatyńskim w diecezji Legnickiej. Jej proboszczem jest ksiądz Ryszard Trzósło. Obsługiwana przez księży diecezjalnych. Założona 29 czerwca 1986. 
Kościół parafialny z początku XVII wieku, przebudowany w 1752, w latach 1823-1825 i 1890-1895, spalony w 1965 i odbudowany w latach 1966-1969; wewnątrz kamienne epitafia barokowo-klasycystyczne z XVIII wieku i portale kamienne. Mieści się przy ulicy Marii Curie-Skłodowskiej.